# Реам (национальный парк)
Реам, имеющий также официальное название Прэахсианук (кхмер. ឧទ្យានជាតិព្រះសីហនុរាម, англ. Preah Sihanouk National Park) — национальный парк на юго-западе Камбоджи, вблизи города Сиануквилль. Парк основан правительством страны в 1995 году и находится в управлении Министерства охраны окружающей среды Камбоджи. На территории парка представлено большее разнообразие природных ландшафтов, что связано с его прибрежным расположением.

## География
Национальный парк Реам расположен в городе-провинции Сиануквиль на площади около 210 км2, из них 60 км2 — площадь акватории. Основная территория парка разделена руслом реки Снакунг (Пректуксап), впадающей в море широким эстуарием. В устье реки преобладает мангровая растительность.
Рельеф основной части парка, расположенной к западу от реки, полого-холмистый. Самую большую высоту имеет холм Пном Моллоу — 277 м н.у.м. Холмы покрыты тропическими лесами. Между холмами и руслом Снакунга находятся заболоченные лесные сообщества, переходящие в мангры.
Острова Тмей (40,3 км2) и Сех (7,7 км2) составляют восточную часть парка.

## Природные ресурсы
Растительность Реама представлена вечнозелёными равнинными лесами, лесами из чайного дерева (Melaleuca sp.) и мангровыми лесами.
В парке обитает более 200 видов птиц. Часть из них, такие как серый клювач (Mycteria cinerea), яванский марабу (Leptoptilos javanicus), индийский журавль (Grus antigone) и ряд других, имеют угрожаемый статус по классификации МСОП. Из крупных млекопитающих тут легко можно увидеть дельфинов, дюгоней, оленьков, обезьян. Вдоль побережий островов есть коралловые рифы.

## Зонирование и деятельность человека
Территории парка разделена на:
- зону ядра, где запрещенa любая хозяйственная деятельность;
- охраняемая зону, в которой допустимо ограниченное пользование природными ресурсами;
- зону развития местного сообщества (буферная зона) — сюда отнесены территории деревень и сельскохозяйственные земли.

В охраняемой и буферной зонах разрешены некоммерческое рыболовство, сбор дикоросов, заготовка дров. Охота на территории нацпарка запрещена.
В границах национального парка расположены 24 деревни, в которых проживает около 30 тысяч человек. Половина домохозяйств возделывает небольшие участки земли (в основном, меньше 1 га), выращивая на них рис, фрукты и овощи. Общая площадь земельных наделов составляет 3000 га.
Кроме традиционного земле- и природопользования, в парке довольно активно развивается туристическая и курортная инфраструктура. В 2010 году правительство раздало различным концессиям несколько тысяч гектар земли в долгосрочную аренду. Под застройку были отданы участки на островах и на основной территории, при этом не учитывались хозяйственное зонирование парка и интересы местного населения.

## Галерея

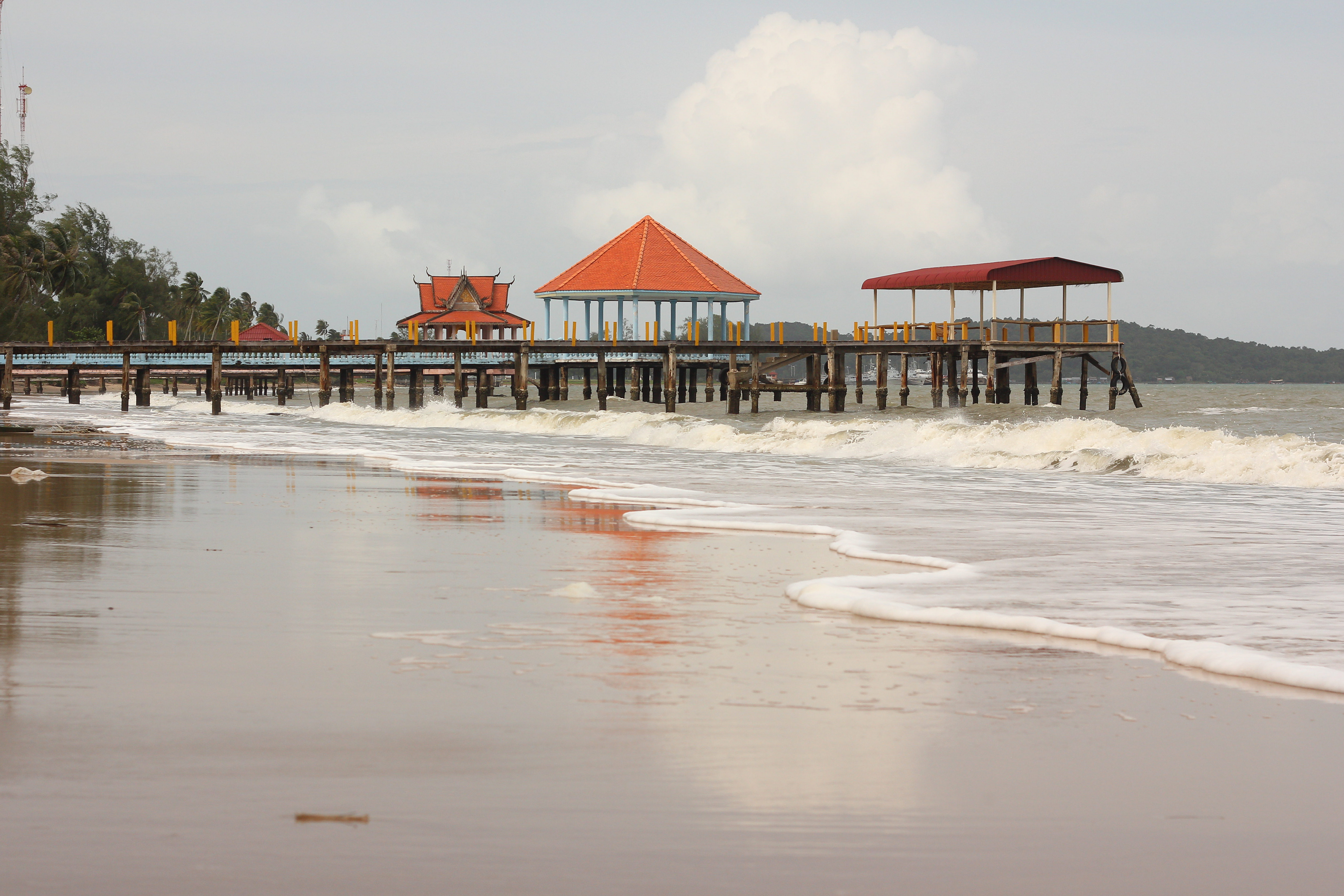
Пирс на побережье
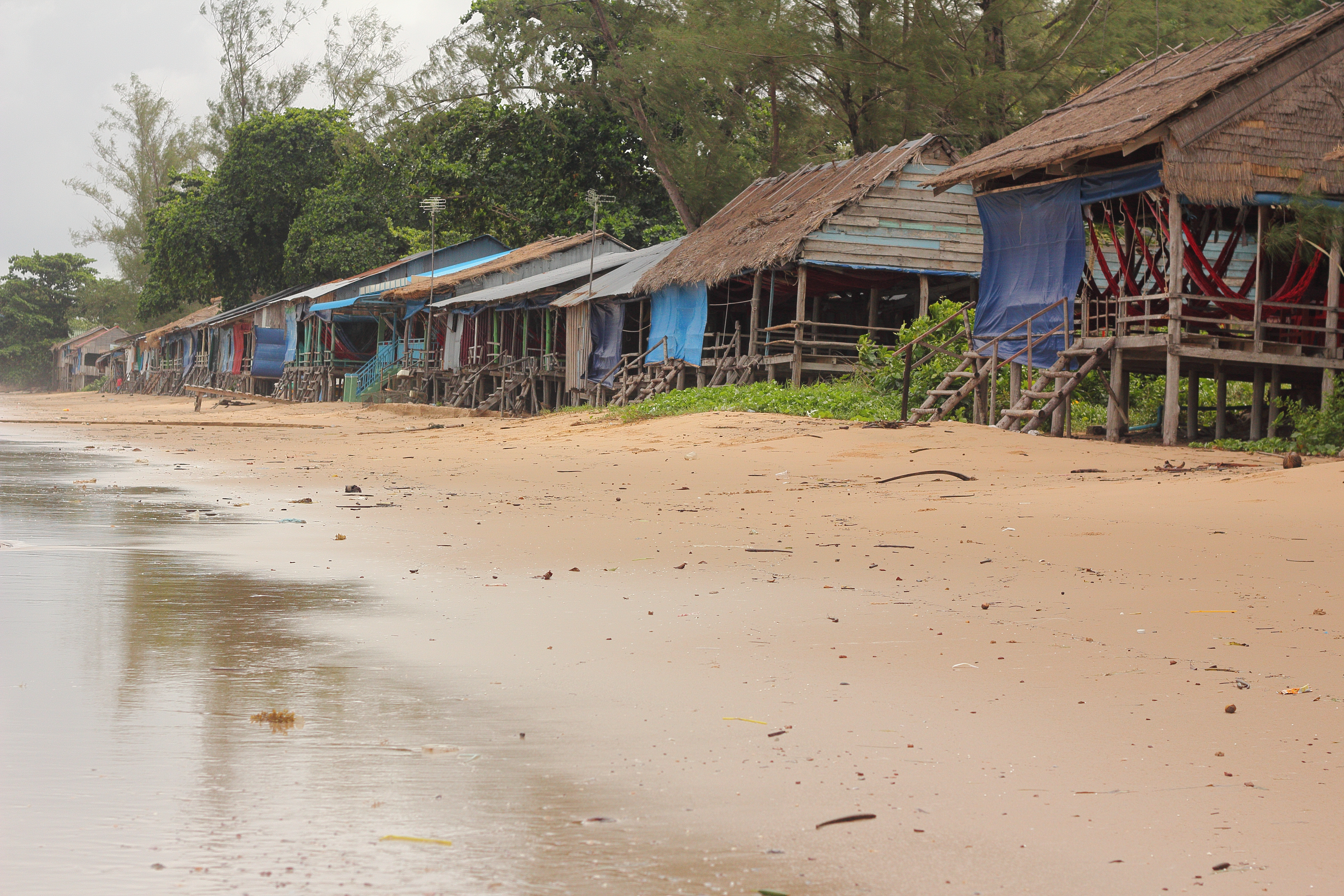
Жилища кхмеров вдоль берега
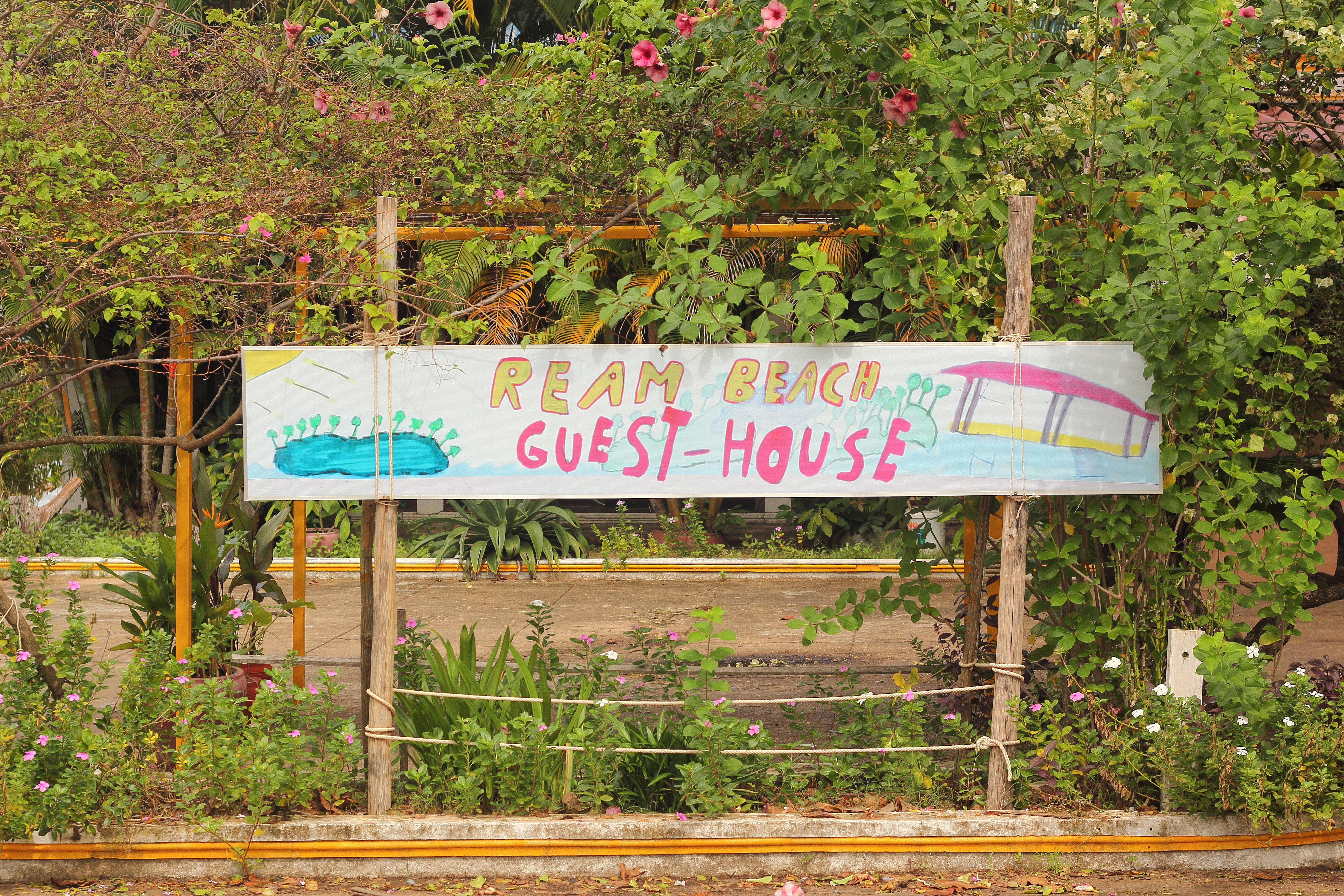
Приглашение в гестхаус в поселке Реам
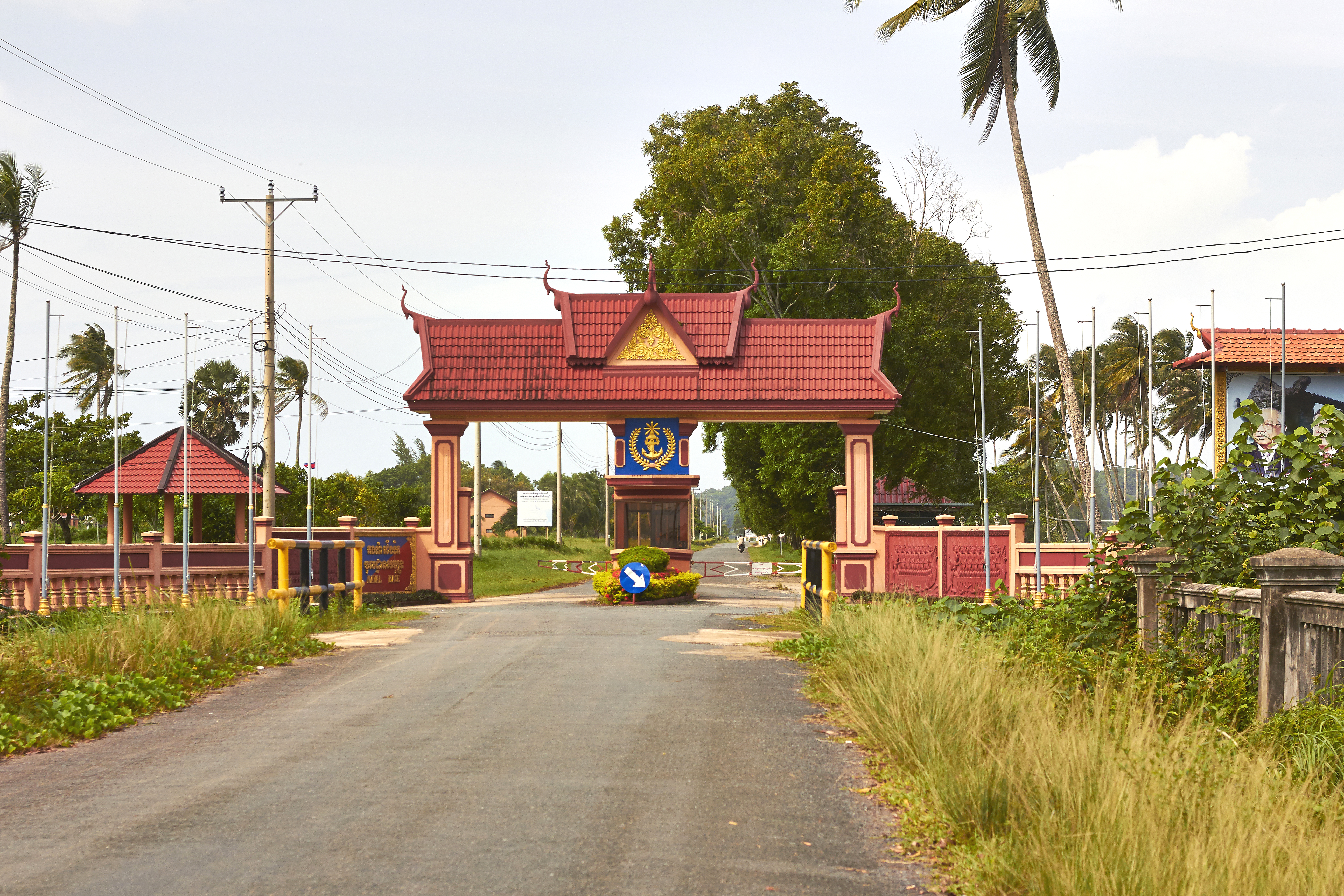
Въезд на военно-морскую базу около парка
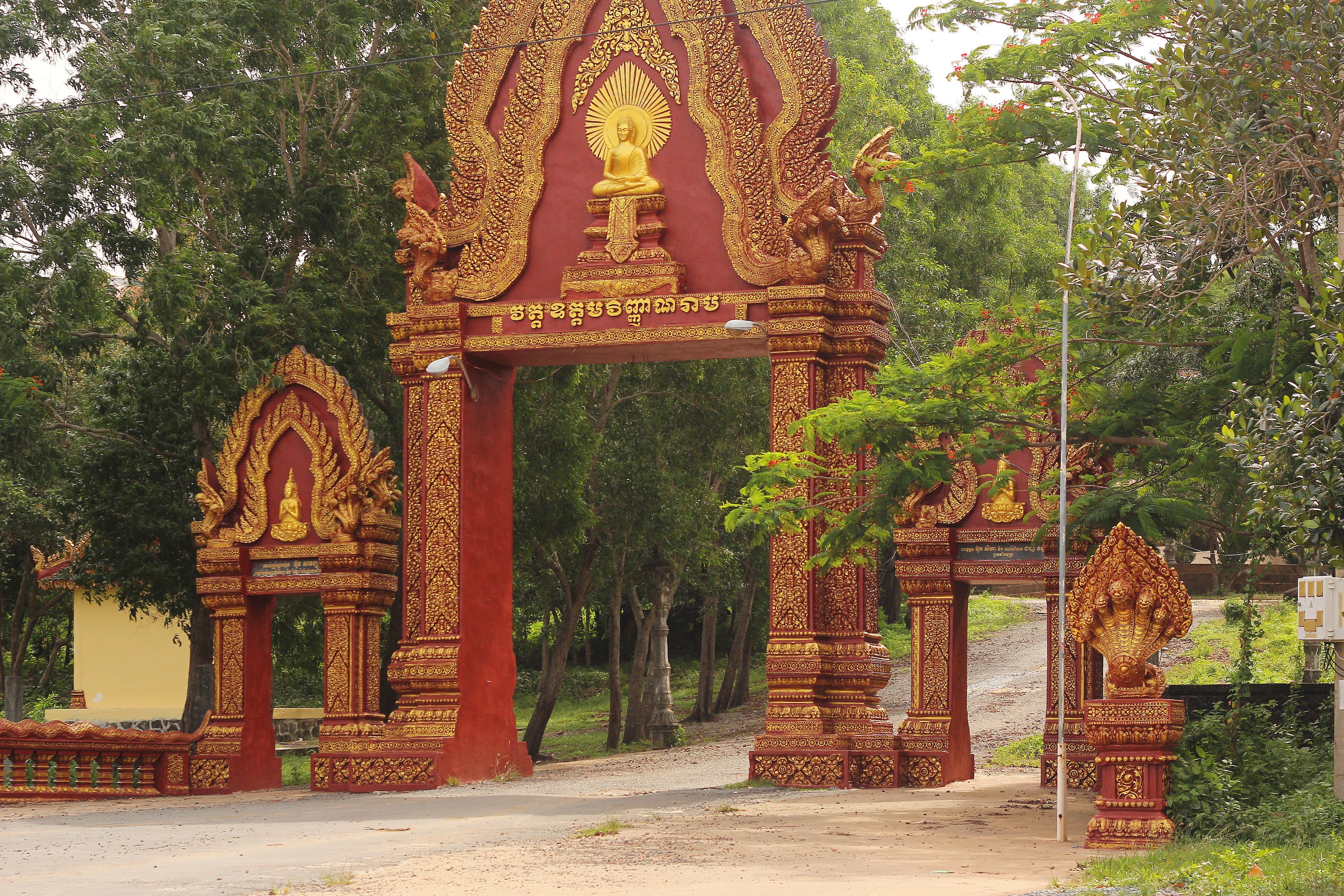
Вход в пагоду Реам
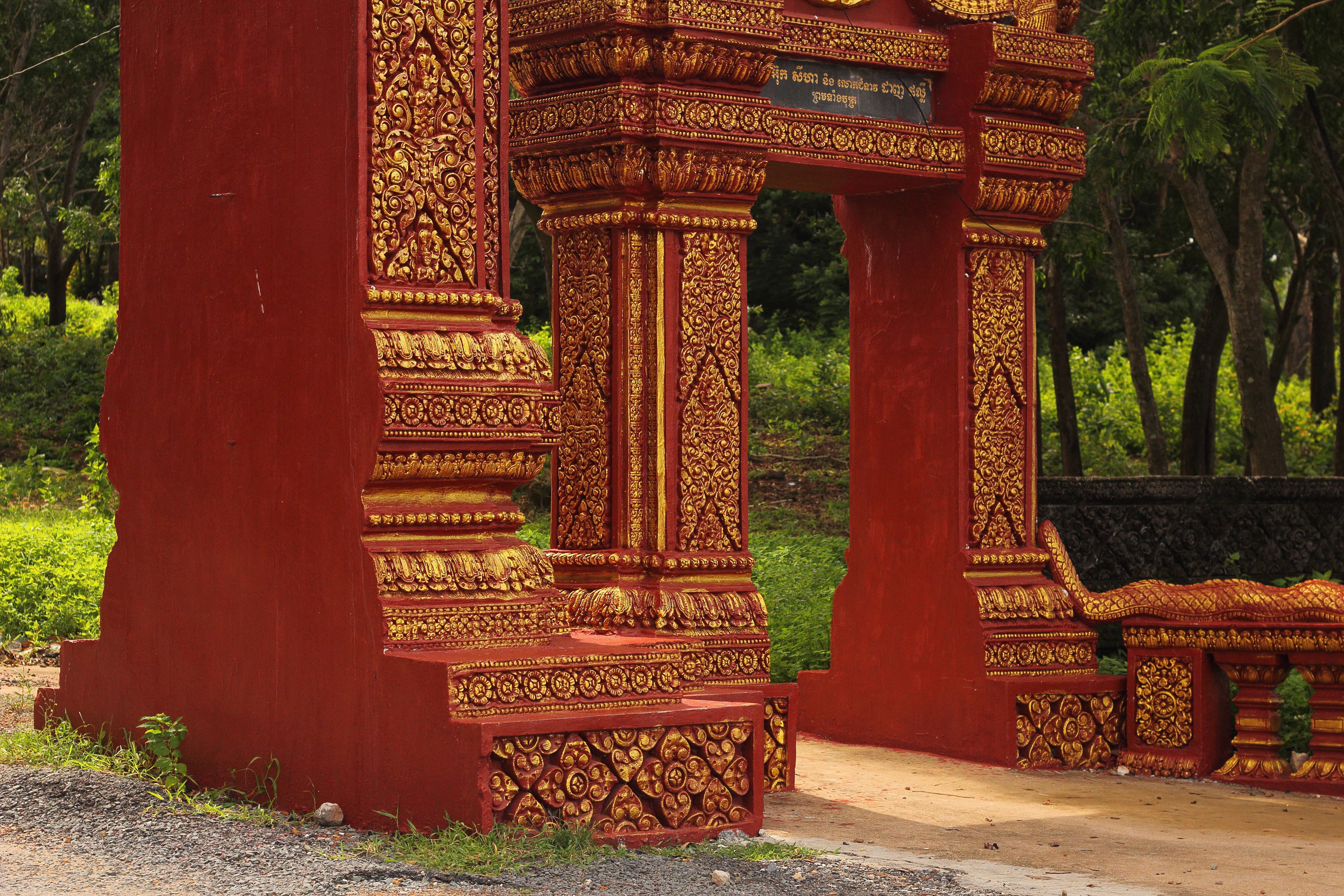
Вход в пагоду Реам
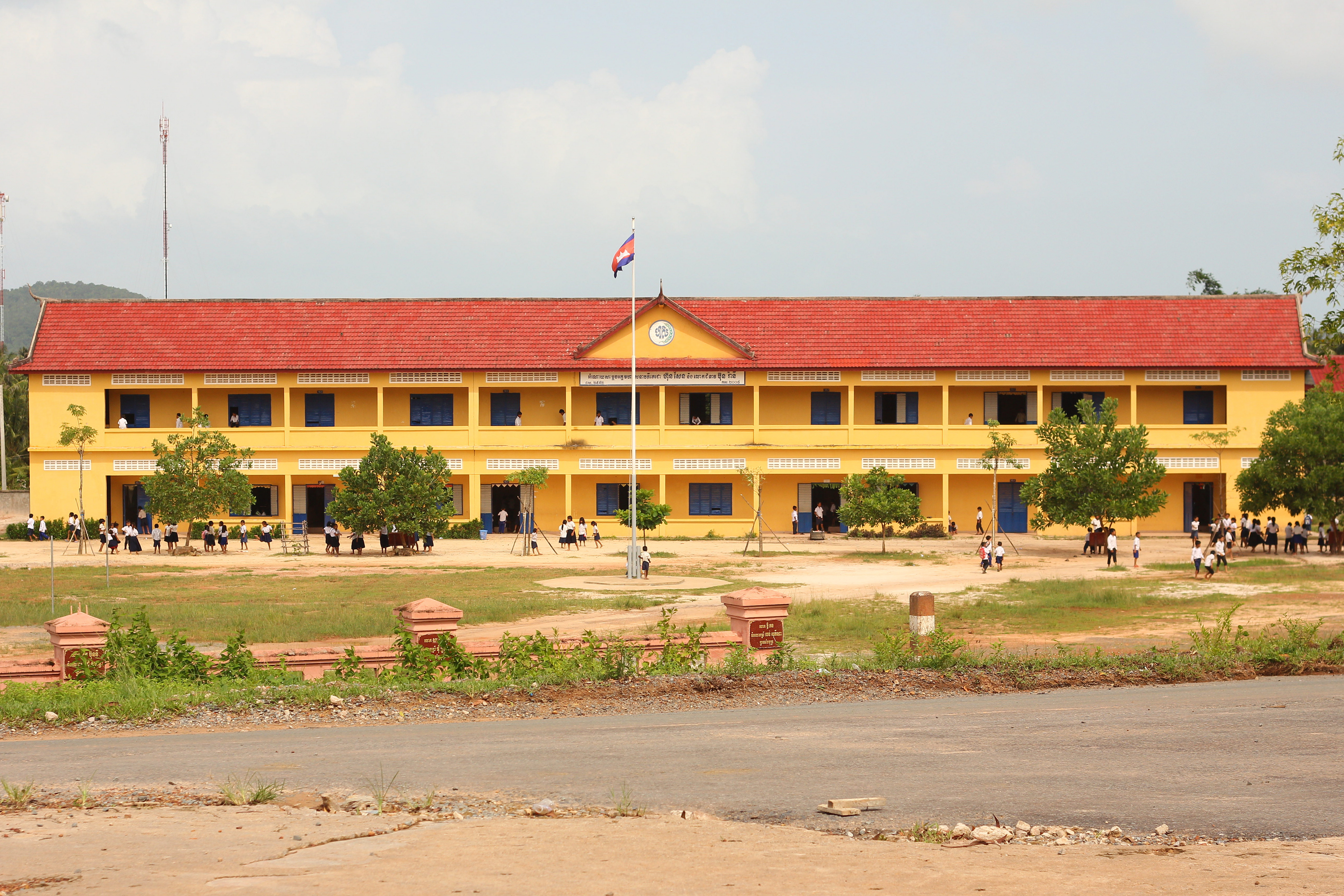
Начальная школа в одном из поселков на территории парка.
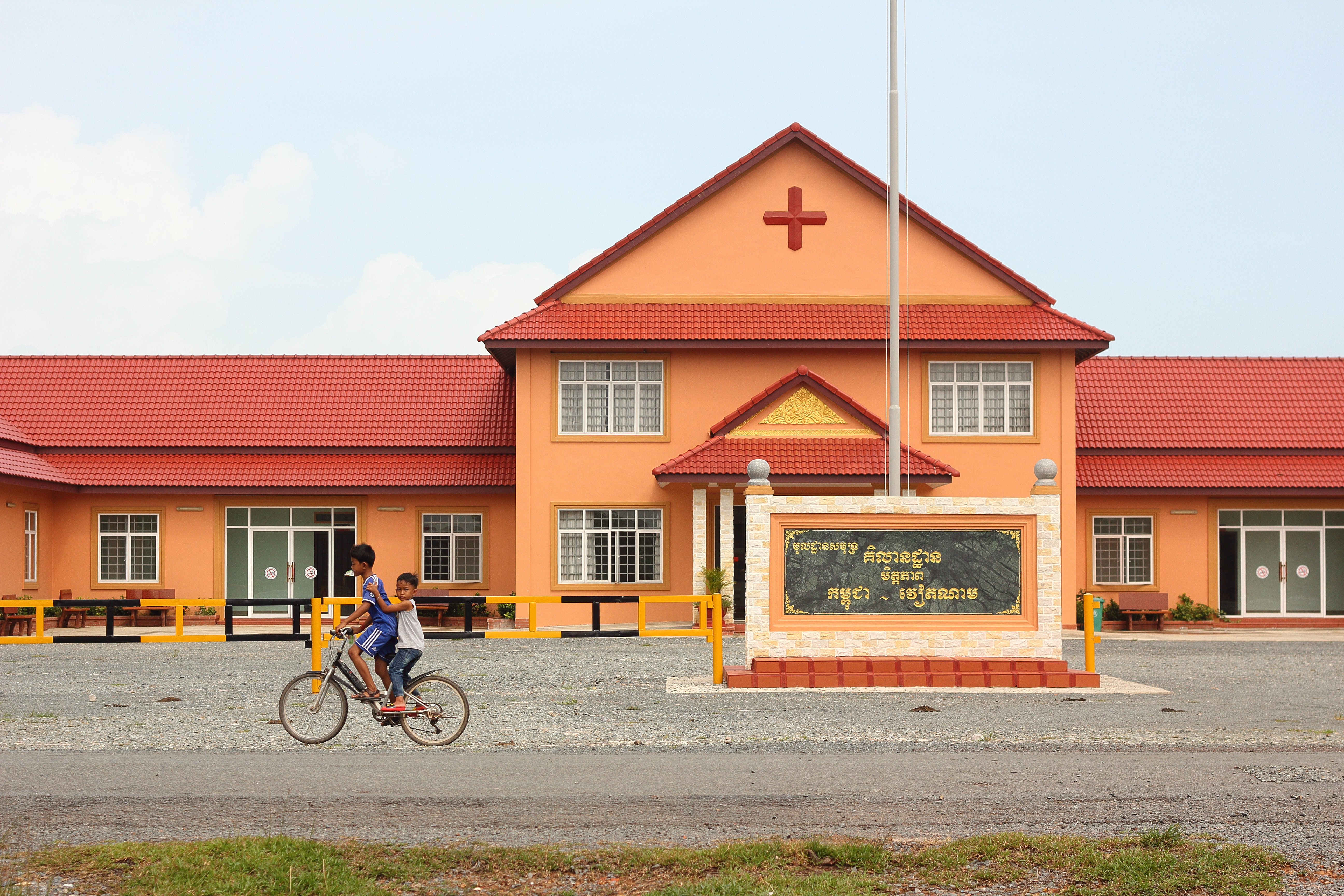
Больница и скорая помощь на территории парка
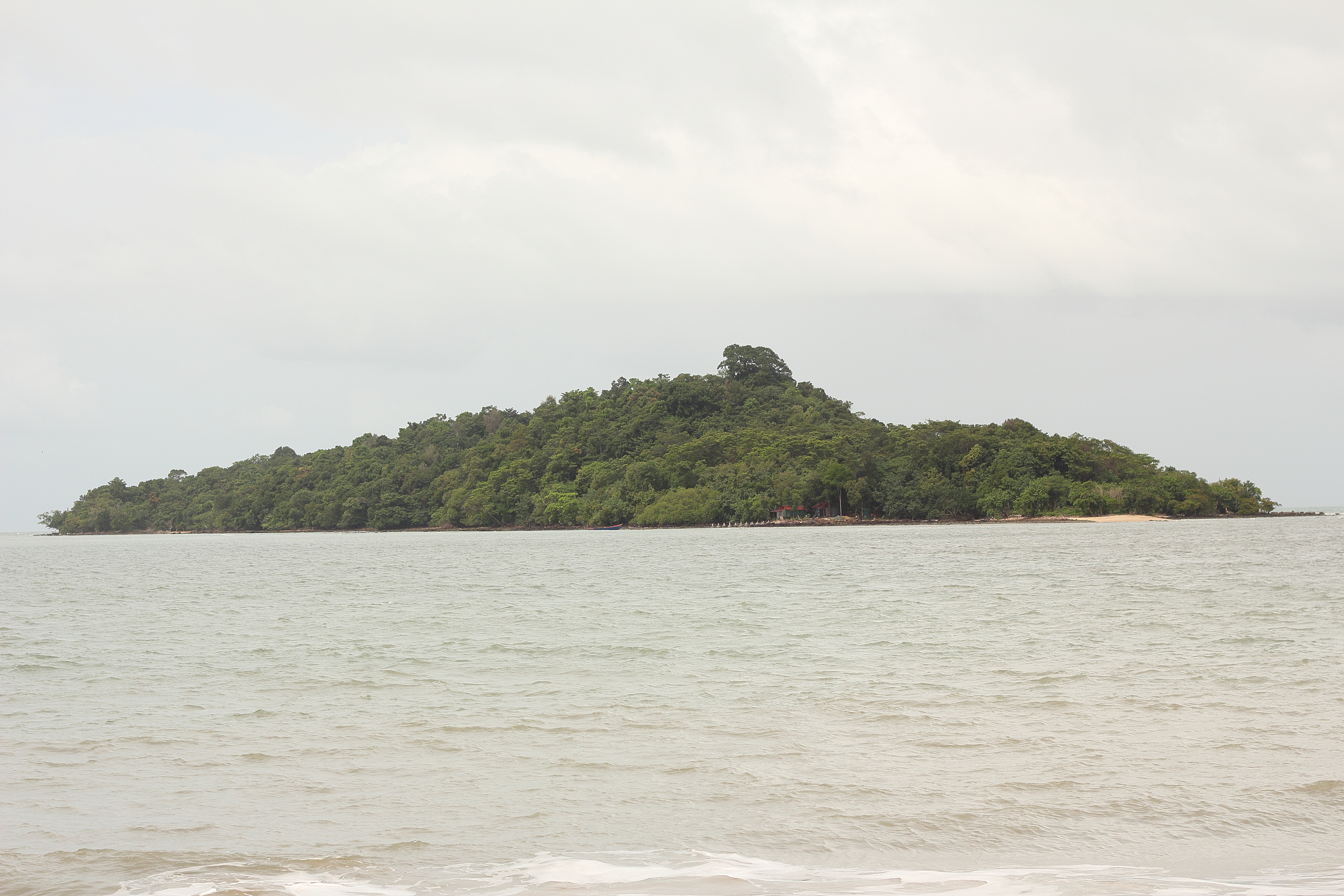
Вид на близлежащий остров с берега
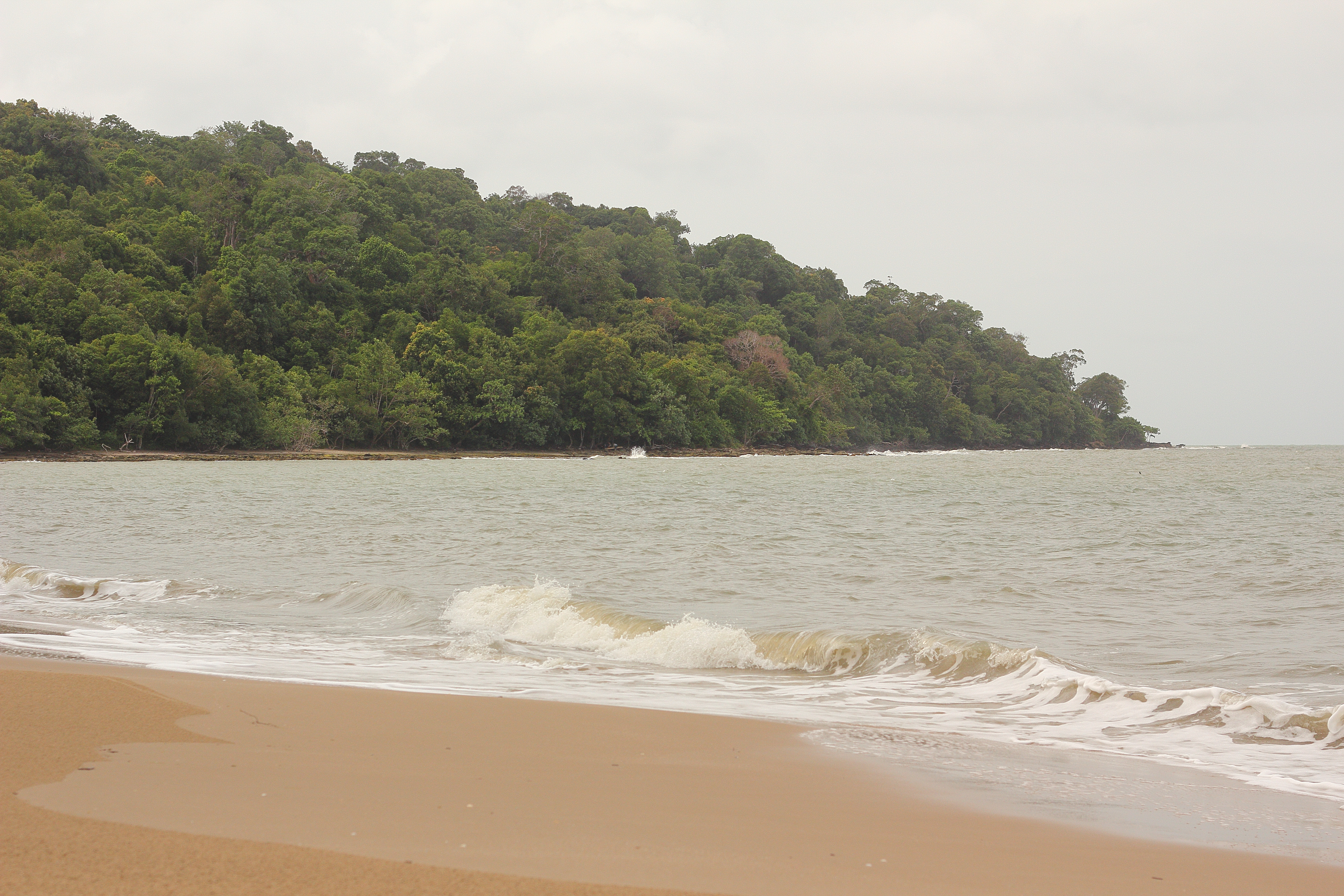
Вдоль побережья, тропические заросли
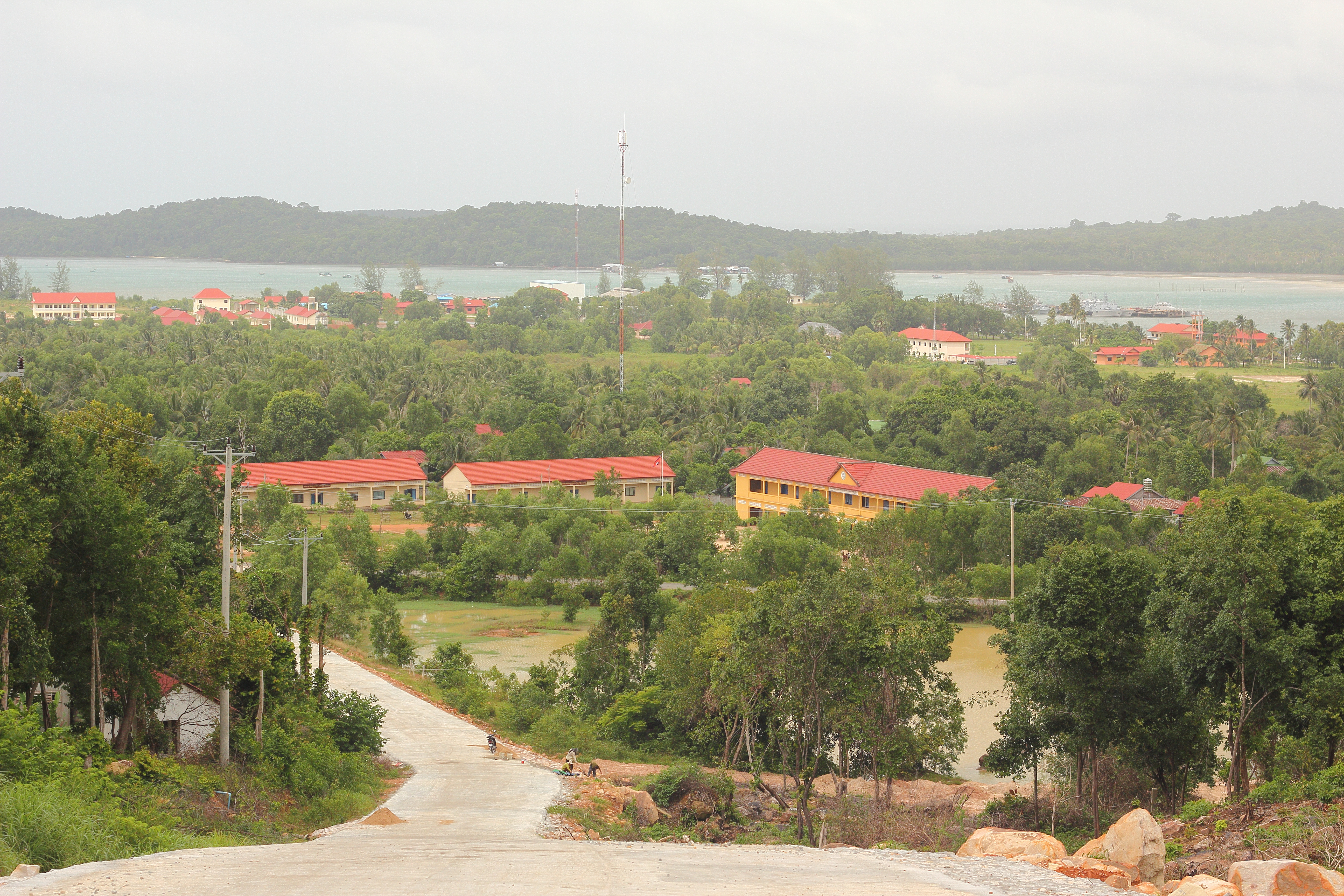
Вид на поселок кхмеров
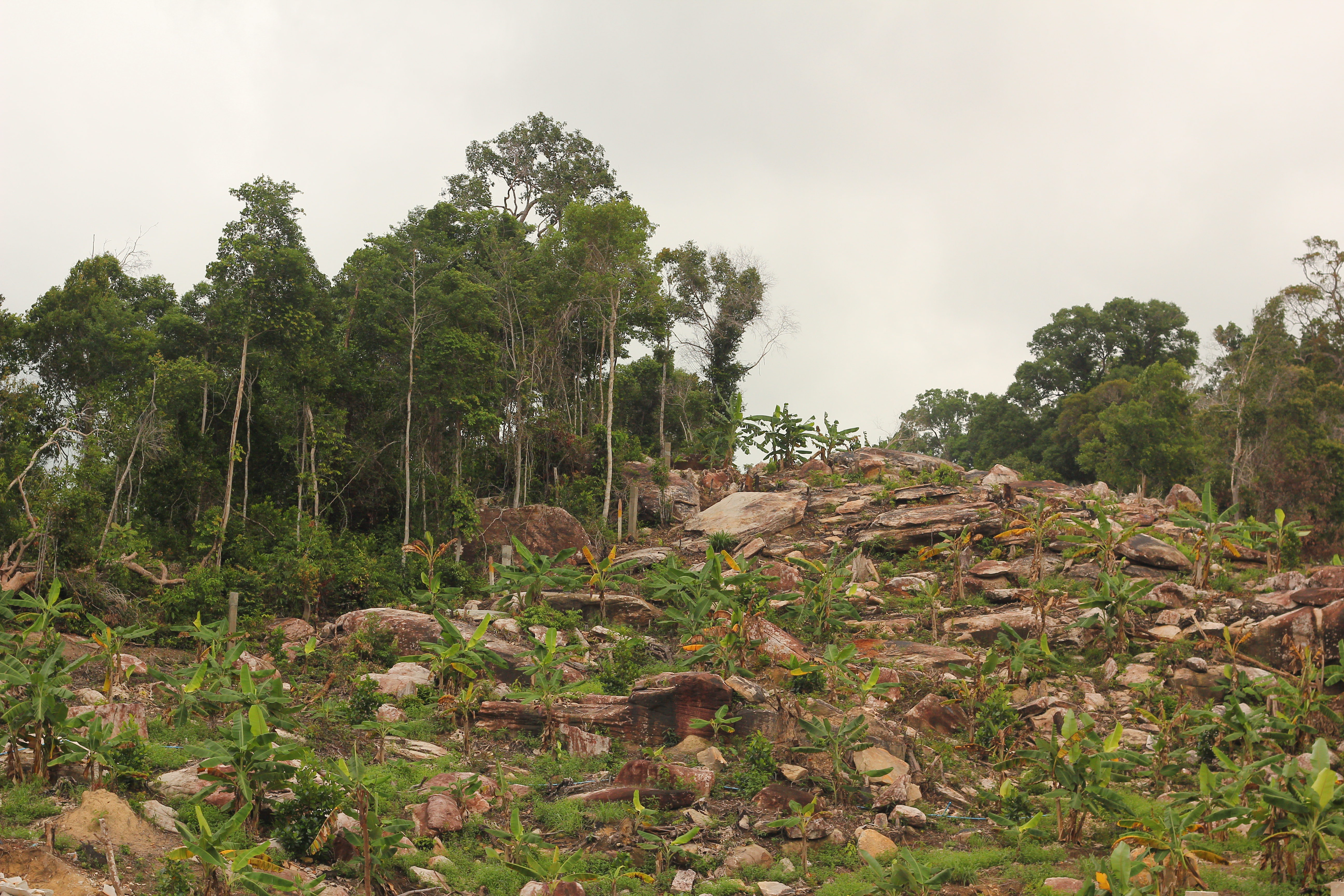
Склон холма в парке Реам
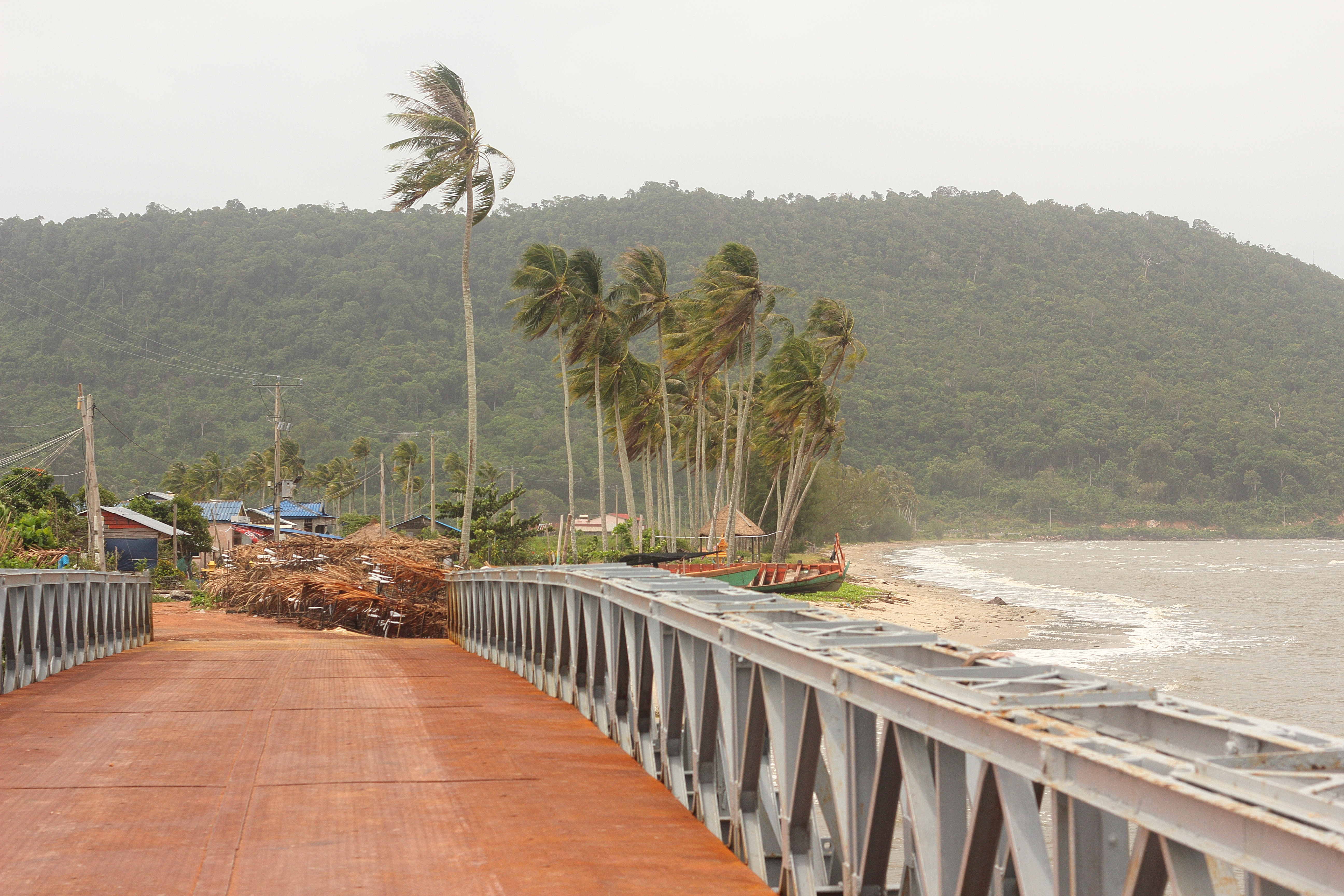
Мост через устье реки в парке Реам
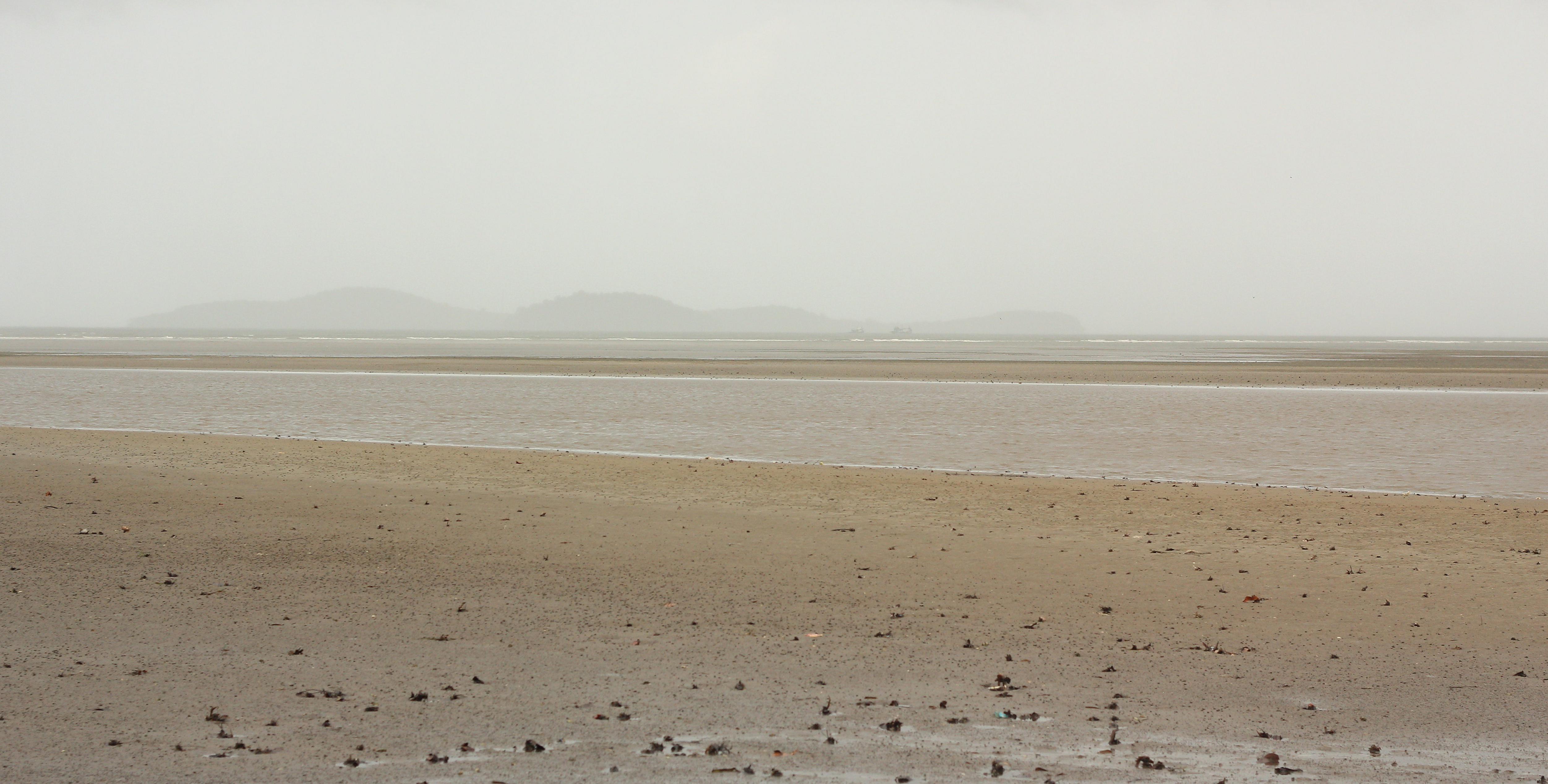
Утром, во время отлива
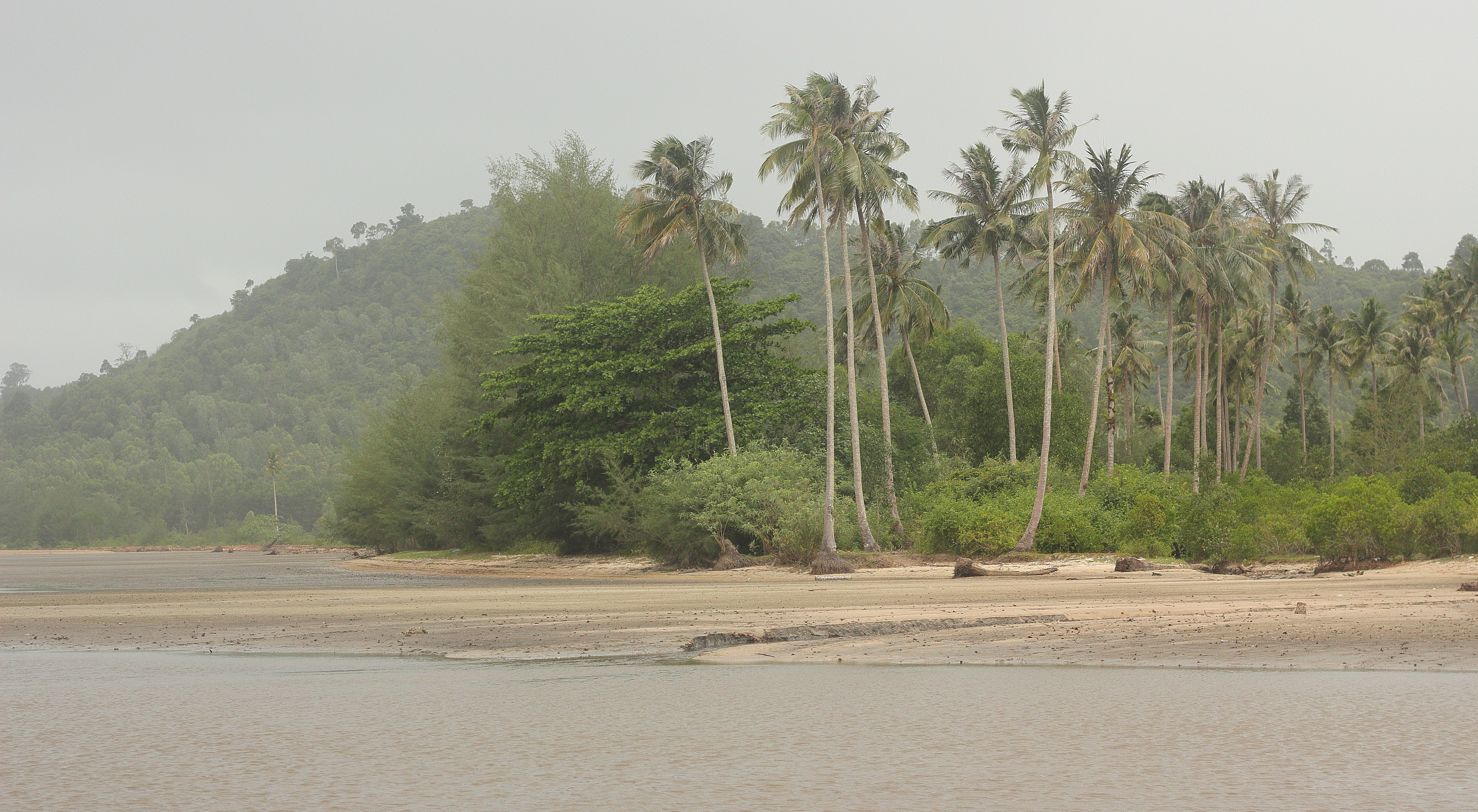
Побережье океана в парке Реам
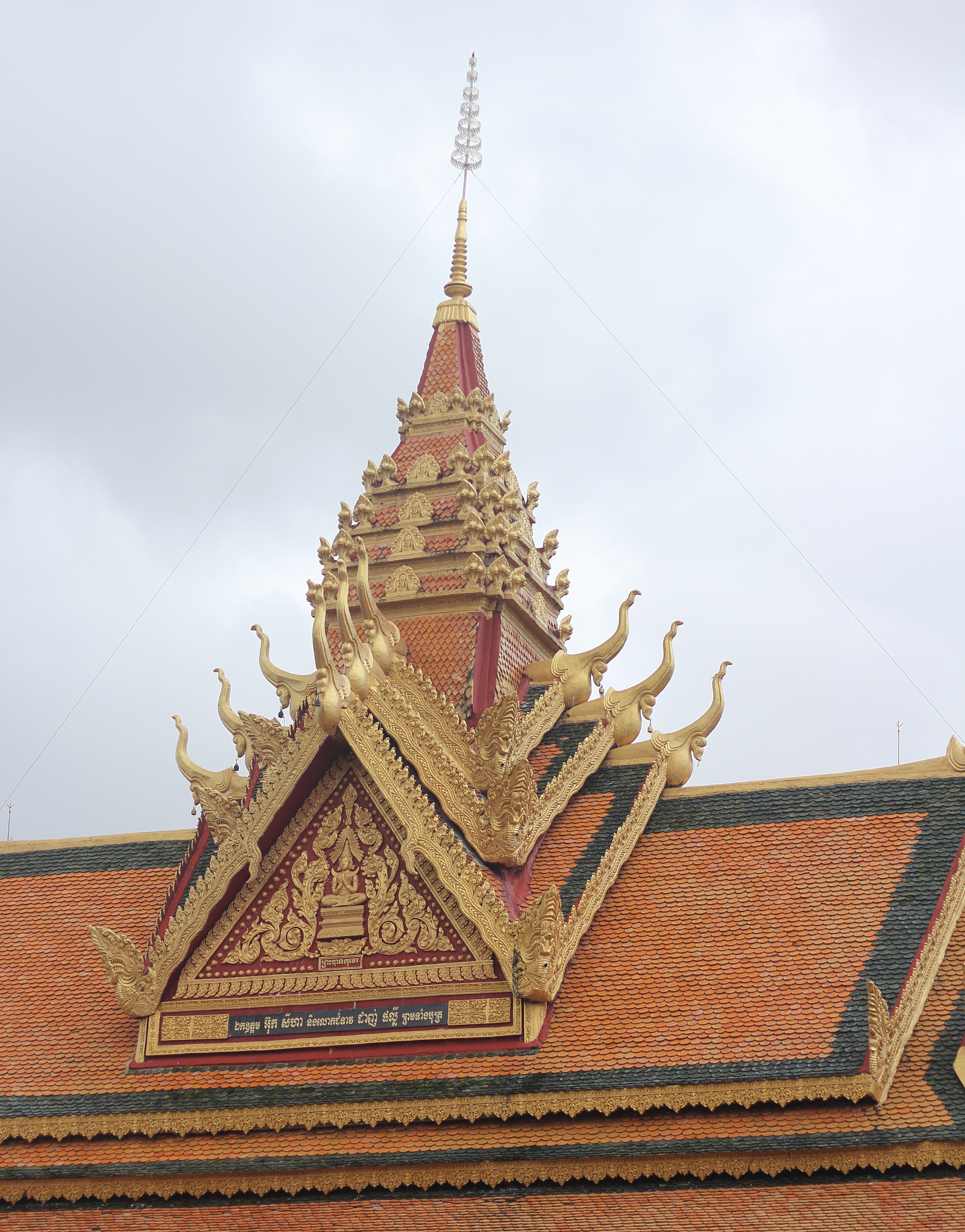
Украшение крыши пагоды в парке Реам
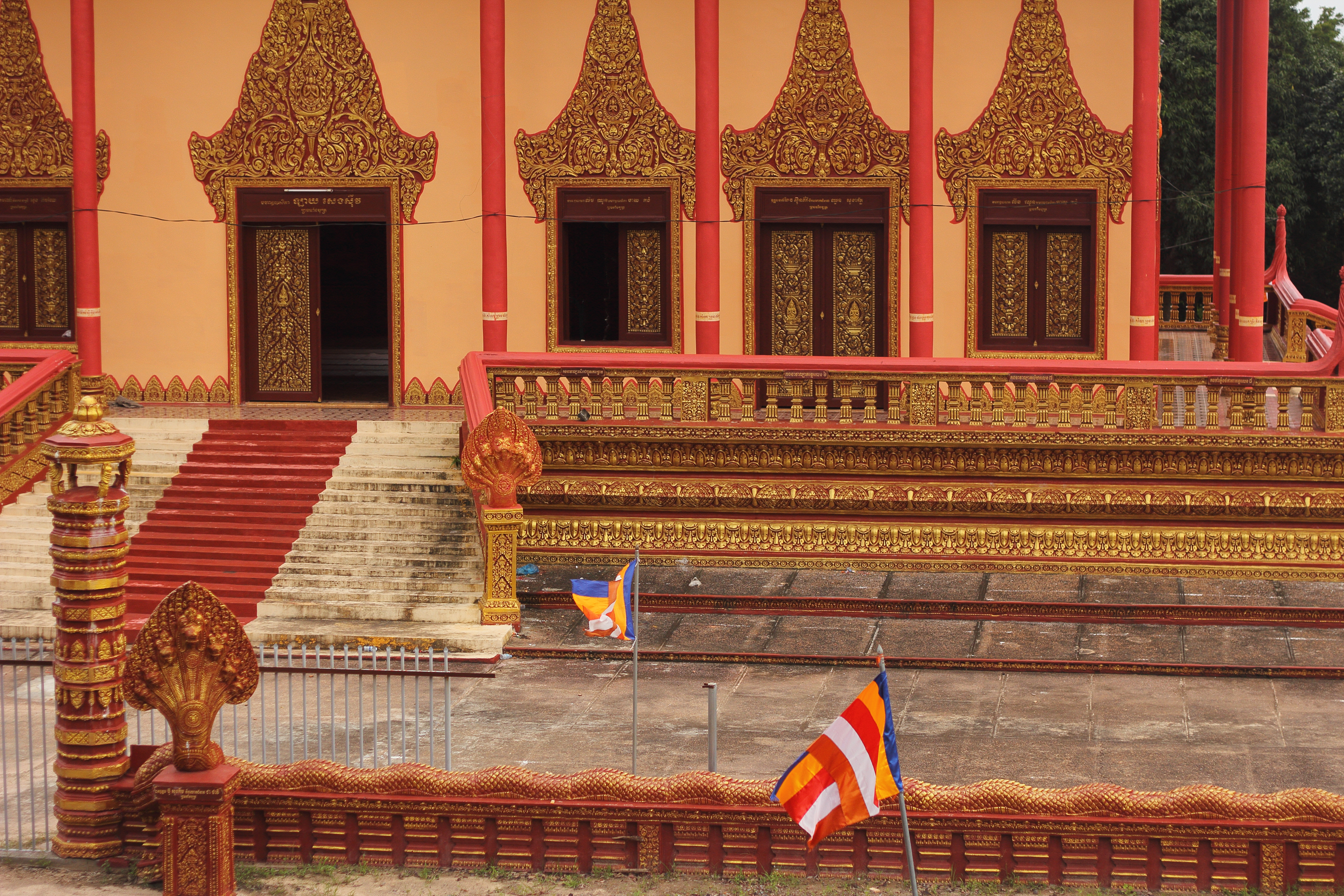
Пагода в парке Реам